# Caciano Kuffel
Caciano Kuffel (Chapecó, 28 de fevereiro de 1991) é um influenciador digital, conhecido por produzir conteúdos sobre romance e relacionamentos para as mídias digitais. Tornou-se conhecido na internet em 2016, período no qual produzia vídeos cômicos sobre as particularidades da região sul do Brasil.
Iniciou sua carreia artística atuando como mágico, realizando apresentações em eventos corporativos, escolas e universidades na cidade de Caxias do Sul, onde viveu grande parte de sua vida. Anos mais tarde passou a apresentar-se como humorista stand-up e em peças teatrais de sua autoria.
Paralelamente a carreira na internet, é integrante do projeto social Médicos do Sorriso onde vive o personagem Dr. Costelinha Perna Fina.
É autor dos livros De Repente Sozinha e Descobri que não faço falta quando parei de responder.

## Biografia

### Início da carreira como mágico e ator
Caciano Kuffel nasceu na cidade de Chapecó, mudou-se para Caxias do Sul ainda quando criança, período em conheceu a arte do ilusionismo através dos shows de mágica que via na televisão. O interesse na mágica o levou a participar de congressos para mágicos e cursos de técnicas teatrais para que pudesse aprimorar-se suas técnicas. Aos 17 anos iniciou sua carreira profissional como mágico, e três anos após fundou sua empresa de animação de festas e eventos, realizando apresentações que misturavam truques de mágica e humor em eventos locais.
A partir de 2011, ao integrar a equipe dos Médicos do Sorriso, passou a viver o personagem Dr. Costelinha Perna Fina, realizando apresentações de humor para pacientes dos hospitais gaúchos.
Em meados de 2014, Caciano passou a realizar apresentações no formato de comédia stand-up e show de improvisos em casas noturnas de Caxias do Sul, e nos anos seguintes já apresentava-se também em teatros e eventos de humor pelo Rio Grande do Sul.
Em 2015, foi selecionado para participar do Prêmio Multishow de Humor, onde disputou o prêmio com humoristas como Gabe Cielici, Rafael Portugal e Ana Paula Schneider.

### Mídias digitais
A partir de 2016, Caciano passou a produzir vídeos cômicos para internet, inspirado em Daniel Murilo, humorista que abordava temáticas regionalistas de forma cômica em seus textos.
Seguindo a mesma metodologia, em fevereiro de 2016, Caciano lançou o vídeo Funk de Caxias, uma paródia da música Baile de Favela, na qual misturou elementos da cultura de Caxias do Sul ao ritmo do funk. Com o vídeo alcançando rapidamente sucesso local, Caciano passou a produzir conteúdo para redes sociais diariamente, e em abril de 2016 lançou o vídeo 20 Palavras Que Só Gaúchos Entendem, que, ao abordar gírias típicas do Rio Grande do Sul, o projetou em âmbito estadual. Pouco tempo depois passou a desenvolver conteúdo cômico sobre a região oeste catarinense, onde nasceu.
O sucesso repentino nas mídias digitais levou Caciano a conquistar espaço na imprensa local, e ainda naquele ano, ao lado do seu primo, o também youtuber, Diogo Elzinga, escreveu a peça Esse dia foi Loko, que foi apresentada em cidades da região sul do país aderindo a mesma proposta cômica regionalista dos seus vídeos. Paralelamente a peça, manteve suas apresentações em tradicionais eventos regionais, dentre eles a Expo Bento e a Fenachamp.
Em meados de 2017, inspirado em um romance que viveu, Caciano mudou a proposta do conteúdo que vinha produzindo para as mídias digitais, e começou a criar vídeos falando sobre amor e relacionamentos. Logo também introduziu a nova temática em suas performances ao vivo e em seus primeiros livros publicados.

### Outras aparições
Em agosto de 2019, Caciano tornou-se apresentador da Rádio Alegria, quando na ocasião apresentou o Universo Alegria, programa transmitido de segunda a sexta-feira no quadro das 17h às 19h e dedicado a levar aos ouvintes informações sobre o Festival Universo Alegria, o maior festival de música sertaneja realizado no Rio Grande do Sul.
Ainda pela Rádio Alegria estreou o seu programa solo, Cócegas no Coração, em maio de 2020, esse transmitido de segunda a sexta-feira na grade das 22h às 24h, no qual debatia ao vivo com seus ouvintes temas ligados à relações amorosas, logo conquistando audiência nacional.
Em julho de 2020, ao lado de Thaís Pacholek, Caciano apresentou a versão virtual do Festival Alegria, nomeada de Maior Live do Universo, que contou com apresentações ao vivo de artistas como Maiara & Maraísa, Jorge & Mateus, César Menotti & Fabiano, Marcos & Belutti e Guilherme & Santiago e foi transmitida pelo canal do Universo Alegria no YouTube. Ainda em julho do mesmo ano apresentou o Music Land Live, festival transmitido pelo diretamente do Beto Carrero World, com apresentações de Zé Neto & Cristiano, Maiara e Maraísa, Gustavo Mioto, João Neto e Frederico, Marcos e Belutti e Luiza e Maurílio.

## Trabalhos como escritor
Em 2017 lançou o seu primeiro livro, Aquilo que te faz Cócegas no Coração, contendo textos sobre amor e relacionamentos, incluindo alguns de seus textos mais populares na internet e outros até então inéditos. O lançamento aconteceu de forma digital e teve mais de 2,5 mil cópias vendidas. No ano seguinte, o livro ganhou uma versão em formato físico, publicado pela Editora Cene.
Em abril de 2020 lançou o livro Ela é Louca, baseado em seu poema homônimo que obteve grande repercussão na internet. Ainda em 2020 lançou De repente Sozinha, uma trama fictícia que aborda o transtorno de ansiedade e a solidão, escrita em parceria com o psicólogo Fernando Bins.
Em agosto de 2022, lançou o seu primeiro livro de poemas, Descobri que não faço falta quando parei de responder. Nessa obra Caciano reuniu uma série de textos que publicou em suas redes sociais, além de outros inéditos.

## Obras Publicadas
| 2018 | Aquilo que te faz Cócegas no Coração Editora Cene ISBN: 9788568941119                    |
| 2020 | Ela é Louca Lançamento independente                                                      |
| 2020 | De Repente Sozinha Editora Pense com Carinho ISBN: 9786586717105                         |
| 2022 | Descobri que não faço falta quando parei de responder Editora Astral ISBN: 9786555662610 |